# ナムジョン
ナムジョン（Nam Jung、漢字表記：娜木鍾、? - 1674年）は、清の太宗ホンタイジの側室。元はチャハル部のリンダン・ハーンの妻。モンゴル・ホルチン部の出身。姓はボルジギト（博爾済吉特）氏（Borjigit hala）。父はアバガ部のドルジ・エチケ・ノヤン。

## 生涯
初め、リンダン・ハーンに嫁ぎ、福晋（8人の大福晋の一つ）となった。女子を1人産んだ。
1634年、リンダン・ハーンはチベット遠征に出発し、青海に入ろうとしたが、その途上シャラ・タラの草原で病死した。リンダン・ハーンが不在のモンゴルでは、ホンタイジ率いる後金軍がフヘ・ホトを占領した。その時、ナムジョンは妊娠中であった。翌年春、男子を1人産んだ。同年3月、ナムジョンは後金に降って、ホンタイジと政略結婚し、側室となった。
崇徳元年（1636年）、西麟趾宮貴妃(wesihun amba fujin)に封ぜられた。順治9年（1652年）10月、皇考懿靖大貴妃に尊封された。康熙13年（1674年）11月20日、北京で薨去した。

## 子女
リンダン・ハーンとの間に1男1女をもうけた。
- 淑済（1643年、徳参済旺の息子と結婚した）
- アブナイ

ホンタイジとの間に1男1女をもうけた。
- 固倫端順長公主
- ボムボゴル（襄親王）